# Fabinho Santos
Fabinho Santos (født 26. juni 1973) er en tidligere brasiliansk fodboldspiller.